# Colette L. Samson
Colette L. Samson (Lévis, 28 juin 1923 - Québec, 15 mai 1991), fondatrice de la Maison Revivre dans la ville de Québec. Elle était impliquée socialement.
Née à Lévis le 28 juin 1923 et décédée à Québec le 15 mai 1991, Colette L. Samson a étudié au Couvent Marguerite d'Youville de Lévis. Après ses études, elle s’est impliquée dans le mouvement des Jeunesses Étudiantes Chrétiennes, dont elle devint ensuite présidente (date à déterminer). Elle fut membre du Chœur d'Aubigny et s’est intéressée aussi au théâtre.
À partir de 1974, avec le groupe La Rencontre, elle visite des prisonniers à la prison de Québec (aujourd'hui Centre de Détention de Québec), ce qui la sensibilise particulièrement au sort des marginaux et laissés-pour-compte.
En 1978, madame Colette Samson fonde la Maison Revivre dans un petit logement de la rue de l'Église (aujourd’hui rue du Parvis), dans le quartier Saint-Roch à Québec, afin d’aider les personnes les plus défavorisées de la Basse-Ville de Québec et ainsi encourager leur réinsertion sociale. S’appuyant sur ses années d’expérience auprès des personnes incarcérées, elle sait à quel point il peut être pénible pour toute personne marginalisée de retrouver dignité et estime de soi au sein de la société.
Rapidement, le petit local devient aussi occupé qu’inadéquat. En 1982, la Maison Revivre emménage dans un appartement plus grand situé sur le boulevard Langelier. En 1986, l’immeuble actuel situé au 261 rue St-Vallier O., doté de trois étages et beaucoup plus fonctionnel, est acquis par Colette Samson afin de mieux répondre aux diverses demandes.
Madame Samson avait une foi inébranlable en la Providence dont elle attendait tout, jour après jour. Elle faisait régulièrement appel aux groupes sociaux, aux communautés religieuses et à des hommes d'affaires pour trouver les argents nécessaires pour loger et nourrir ses protégés. Son plus grand souhait était que tous ceux qui viennent à la Maison Revivre puissent connaître un réveil spirituel et retrouver une nouvelle estime de soi.
Parmi ses distinctions, elle a été nommée «Personnalité de l'année» en 1980 par la Régionale des Jeunes Chambres de Commerce de Québec, elle fut aussi «Présidente d'honneur» de la semaine des détenus en 1984, récipiendaire du Prix Bénévolat-Canada décerné par le gouvernement fédéral pour l'année 1986 et nommée chevalière de l’Ordre National du Québec en 1987.
Depuis le décès de Colette Samson, la Maison Revivre, avec sa capacité de 29 lits, continue d’héberger, nourrir et vêtir les hommes en difficulté qui frappent à la porte, et ceci sans aucune subvention gouvernementale, en ne vivant que de dons et de charité.

## Honneurs
- 1980 - Personnalité de l'année par la Régionale des Jeunes Chambres de Commerce de Québec
- 1984 - Présidente d'honneur» de la semaine des détenus
- 1986 - Prix Bénévolat-Canada décerné par le gouvernement fédéral
- 1987 - Chevalière de l'Ordre national du Québec

## Hommages
La rue Colette-Samson a été nommée en son honneur dans la ville de Québec en 2010.